# 第一次兵備
第一次兵備（だいいちじへいび）とは、大日本帝国陸軍が太平洋戦争末期の1945年2月20日に実施した大規模な兵力増強である。通常、師団を増やすような大きな兵備計画は年度ごとに計画・実施されるが、1945年にはそれが2月、4月、5月と三回あったため、それぞれ第一次兵備、第二次兵備、第三次兵備と呼ぶ。
沿岸配備師団16個師団・1個独立混成旅団が新設され、本土や朝鮮半島の沿岸部に配備された。同時に、樺太に配備されていた部隊を統合して第88師団が、千島に配備されていた2個独立混成旅団を基幹として第89師団が編成されている。合計で18個師団と1個独立混成旅団が設置され、第一次兵備で動員された人員は32万人、馬匹は6万匹に達した。師団の新設に必要な人員は根こそぎ動員と称される大量徴兵によって集められた。第一次兵備により新設された沿岸配備師団は歩兵連隊を4個有しており、うち3個連隊が沿岸防衛を担い、残る1個連隊は馬を多く配置することで機動力を高め、機動防御に当たるとされた。迅速に動員を行うことが優先とされ、人員および装備が定数に達さない場合でも編成を完了したと見なすという異例の取り扱いがされた。沿岸配備師団の装備は極めて貧弱で有効な戦闘力は無く、上陸した敵部隊を拘束する「はりつけ師団」や「かかし兵団」などと呼ばれた。
実際に敵部隊が本土に上陸した際はこれらの師団が敵を拘束している間に機動打撃師団と呼ばれた機動力・武装のすぐれた師団（第二次兵備・第三次兵備で設立された）が応援に駆け付け、敵を撃退する計画であった。

## 動員部隊一覧
- 第140師団
- 第142師団
- 第143師団
- 第144師団
- 第145師団
- 第146師団
- 第147師団
- 第150師団

- 第151師団
- 第152師団
- 第153師団
- 第154師団
- 第155師団
- 第156師団
- 第157師団
- 第160師団

- 第88師団
- 第89師団
- 独立混成第101旅団